# Przyczepki sieciowe
Przyczepki sieciowe (łac. appendices epiploicae, appendices omentales) – struktury anatomiczne w obrębie jelita grubego, dokładniej zaś okrężnicy.
Przyczepki sieciowe są to struktury uwypuklające się z okrężnicy, zrazikowatego charakteru. Wypełnia je tkanka tłuszczowa – osoby cierpiące na otyłość mogą mieć przyczepki sieciowe o rozmiarach orzechów laskowych. Ich zakończenia wchodzą we wgłębienia ściany jelita tworzące się przez wpuklające się na wewnętrznej stronie ściany jelita fałdy półksiężycowate. Ich położenia na ścianie jelita zależy od odcinka tegoż ostatniego. Jeśli chodzi o poprzecznicę, przyczepki sieciowe tworzą pojedynczy rząd idący wzdłuż dolnego brzegu okrężnicy poprzecznej. Natomiast na innych odcinkach okrężnicy przyczepki te tworzą aż dwa szeregi, z których jeden biegnie wzdłuż przedniej powierzchni jelita, następny zaś na powierzchni przyśrodkowej. Leży on przez to w pobliżu taśm okrężnicy.
Nie zostało do tej pory odkryte, jaką funkcję miałyby spełniać te struktury anatomiczne. Być może w związku z plastycznością wypełniającego je tłuszczu zmniejszają tarcie pomiędzy sąsiadującymi ze sobą odcinkami okrężnicy.
Przyczepki sieciowe pojawiają się już podczas rozwoju wewnątrzmacicznego, u płodu. Na tym wczesnym etapie rozwoju nie ma jeszcze wypełniającej je w późniejszym okresie ontogenezy tkanki tłuszczowej.